# Pottenstein (Niemcy)
Pottenstein – miasto w Niemczech, w kraju związkowym Bawaria, w rejencji Górna Frankonia, w regionie Oberfranken-Ost, w powiecie Bayreuth. Leży w Szwajcarii Frankońskiej, przy drodze B470.
Miasto położone jest ok. 22 km na południowy zachód od Bayreuth i ok. 40 km na północny wschód od Norymbergi.

## Dzielnice
W skład miasta wchodzą następujące dzielnice: 
| - Altenhof - Arnleithen - Elbersberg - Failnerhof - Geusmanns - Graisch - Haselbrunn - Haßlach - Hohenmirsberg - Kirchenbirkig - Kleinkirchenbirkig - Kleinlesau - Kühlenfels - Leienfels - Mandlau - Mittelmühle - Neugeusmanns - Pottenstein - Prüllsbirkig | - Pullendorf - Püttlach - Rackersberg - Regenthal - Rupprechtshöhe - Schüttersmühle - Schwirz - Siegmannsbrunn - Soranger - Steifling - Trägweis - Tüchersfeld - Vorderkleebach - Waidach - Wannberg - Weidenhüll I - Weidenhüll II - Weidenloh - Weidmannsgesees |

## Zabytki i atrakcje
- 1000-letni zamek Pottenstein, w 1228 był miejscem postoju Elżbiety Węgierskiej
- Kościół pw. św. Bartłomieja (St. Bartholomäus) z 1775
- ruiny zamku Leienfels
- Muzeum Szwajcarii Frankońskiej (Fränkische Schweiz-Museum)
- ratusz
- jaskinia - z 3000 m całkowitej długości, 1500 m dla zwiedzających)

## Współpraca
Miejscowość partnerska:
- Pottenstein, Austria

## Osoby urodzone w Pottensteinie
- Michael Horlacher - polityk

## Galeria

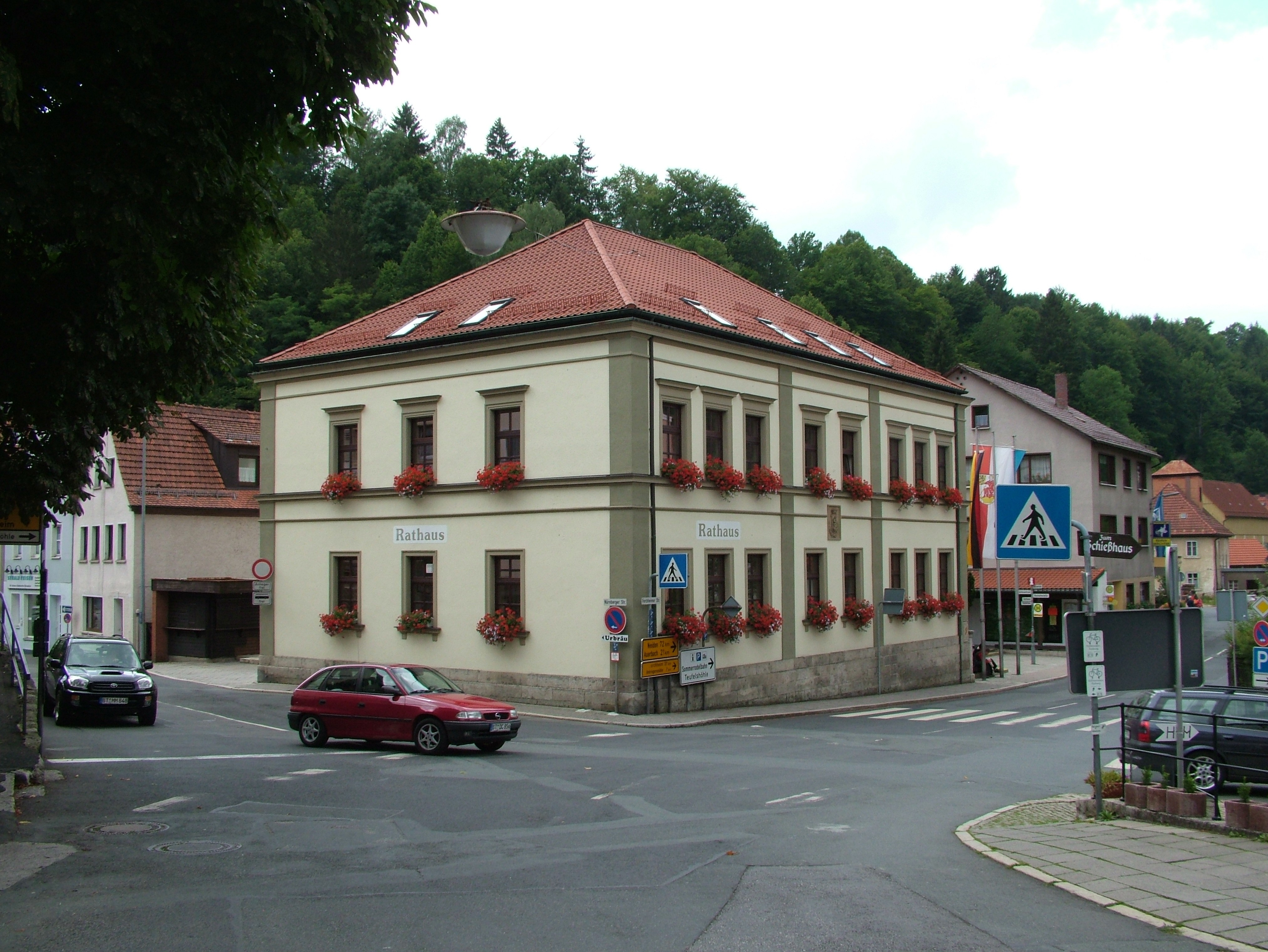
Ratusz
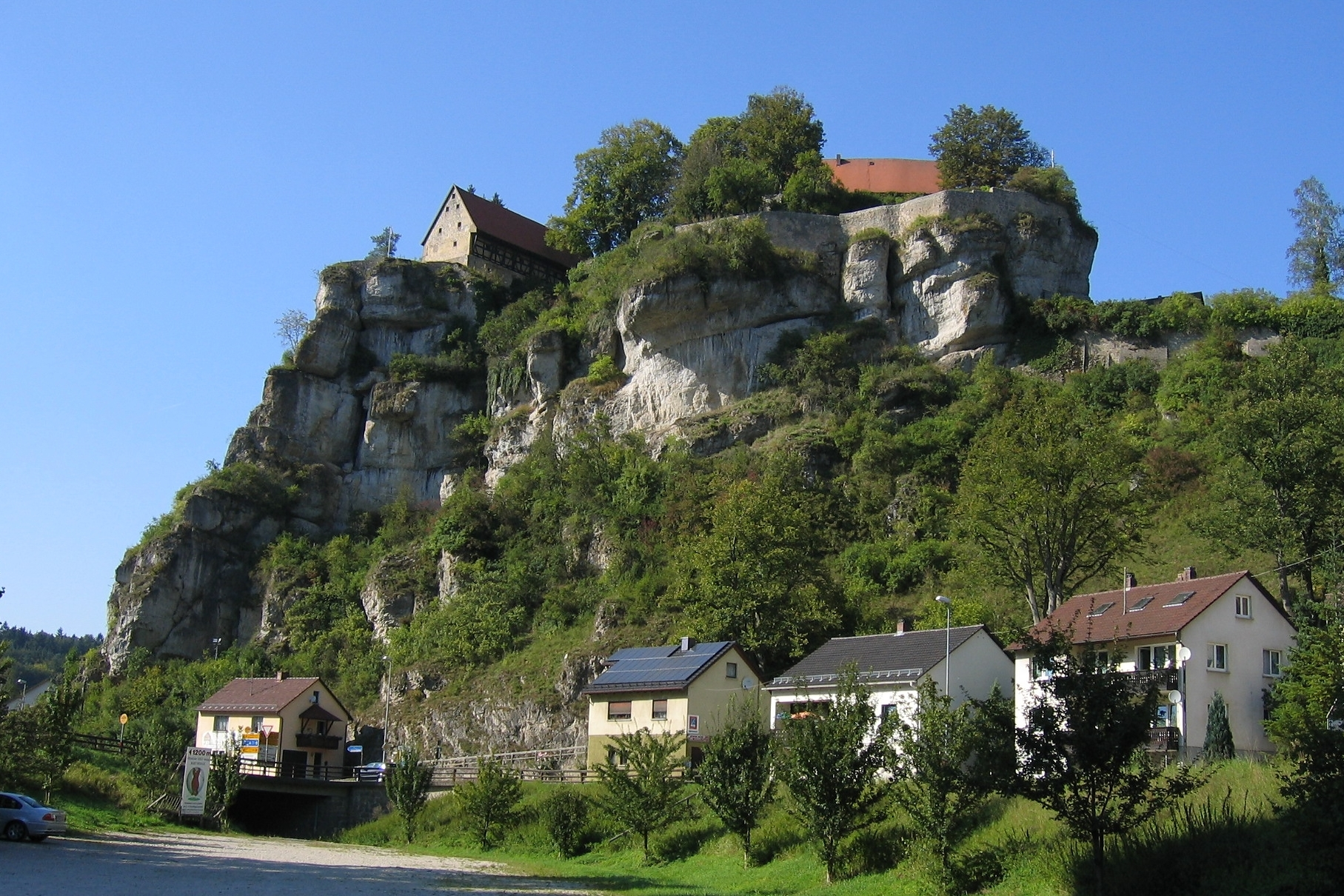
Zamek Pottenstein
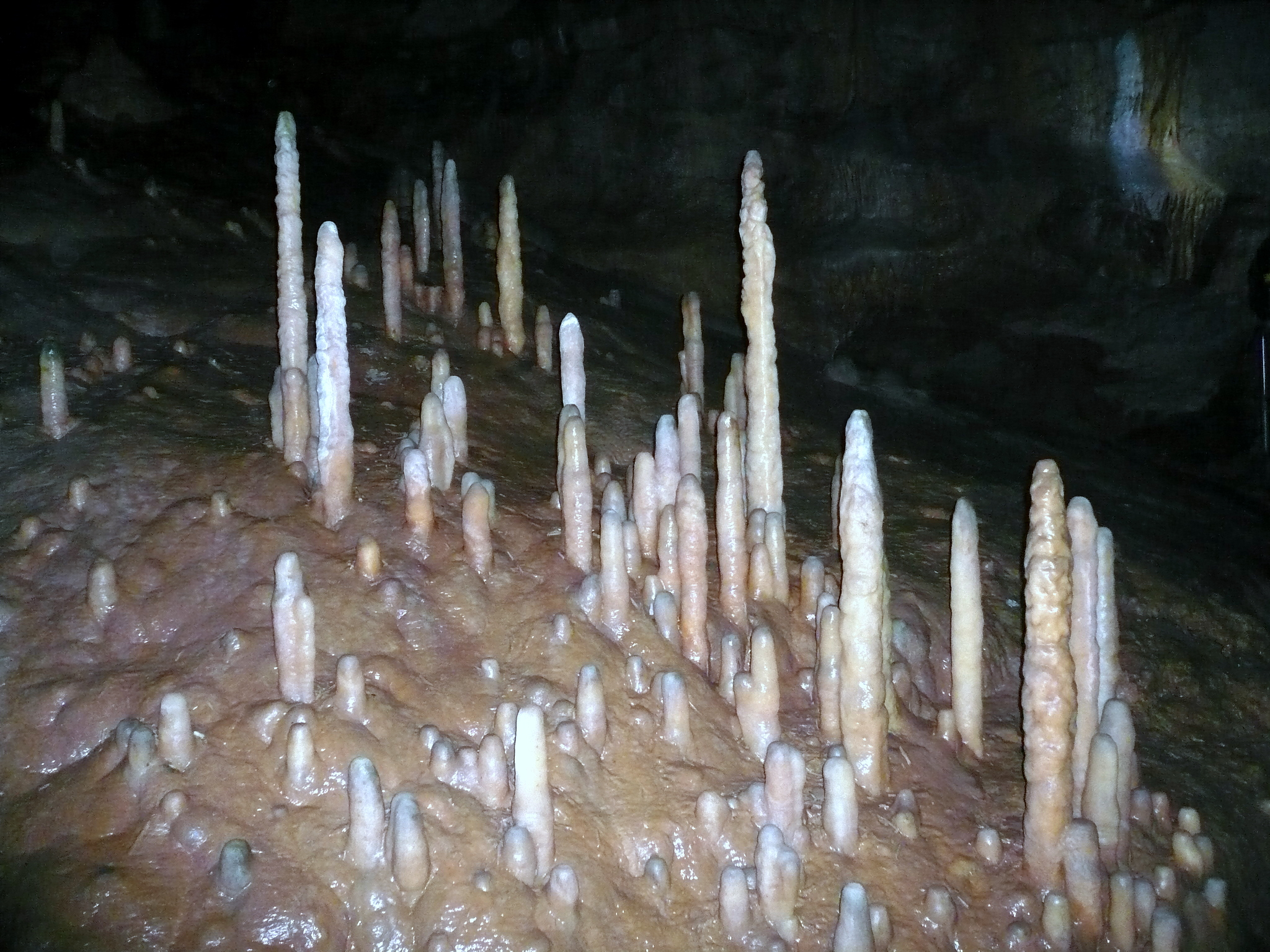
Jaskinia
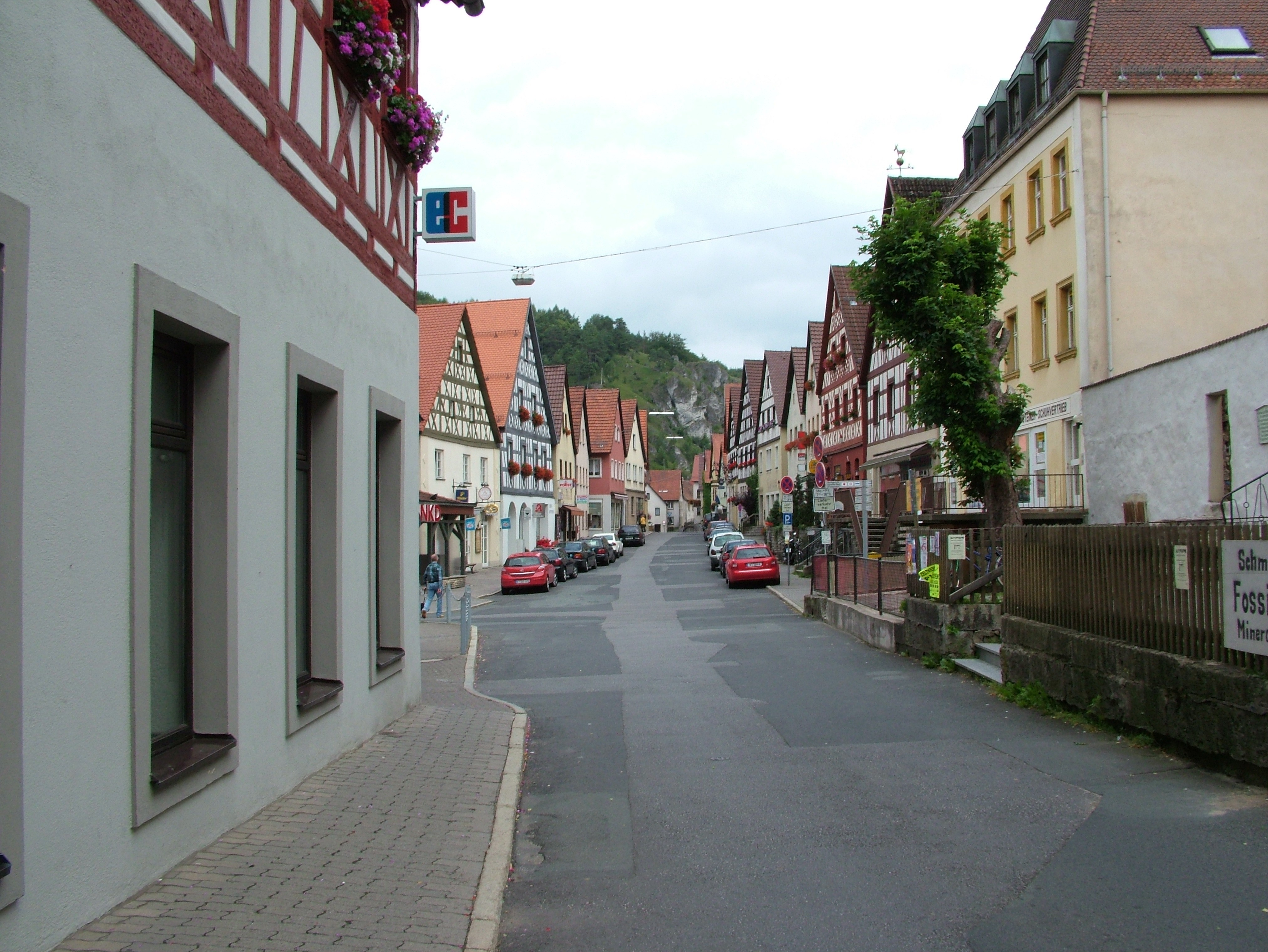
Ulica Hauptstraße